# Marcel D'Haeze
Marcel D'Haeze (Opbrakel, 16 oktober 1915 - 10 juli 2006) was een Belgisch econoom en ambtenaar.

## Levensloop
Marcel D'Haeze behaalde de diploma's van licentiaat in de handels- en financiële wetenschappen en licentiaat in de toegepaste economische wetenschappen aan de Katholieke Universiteit Leuven. Hij trad in 1940 in dienst bij het ministerie van Financiën, waar hij later hoofd van de studie- en documentatiedienst werd. In de jaren 1950 en 1960 was hij ook adjunct-kabinetschef van minister van Financiën Jean Van Houtte (CVP) en kabinetschef van minister van Financiën André Dequae (CVP). Hij lag mee aan de basis van de grote fiscale hervorming van 1962. In 1963 werd D'Haeze directeur-generaal van het Bestuur van de Schatkist en de Staatsschuld. Ook in 1963 werd hij regeringscommissaris bij de Nationale Bank van België, waar hij in 1975 benoemd werd tot directeur en vicegouverneur in opvolging van Cecil de Strycker. In 1985 ging hij met pensioen.
Hij was tevens professor aan het Hoger Instituut voor Bestuurs- en Handelswetenschappen.